# Unión Democrática (Polonia)
La Unión Democrática (en polaco: Unia Demokratyczna, UD) fue el principal partido político liberal de Polonia. Fue fundado en 1991 por Tadeusz Mazowiecki. En 1994 la Unión Democrática se juntó con el Congreso Liberal Democrático (Kongres Liberalno-Demokratyczny) y se formó la Alianza de la Libertad (Unia Wolności).

## Resultados electorales
|  | 12.32 % |

|  | 10.59 % |